# Кольская сверхглубокая (фильм)
«Кольская сверхглубокая» — российский фантастический фильм ужасов режиссёра Арсения Сюхина, рассказывающий о спуске группы людей в самую глубокую скважину планеты. Премьера состоялась 18 октября 2020 года в рамках Международного кинофестиваля в Сиджесе. Российская премьера состоялась 4 ноября 2020 года. Сюжет основан на популярной городской легенде о «колодце в Ад».

## Сюжет
Кольская сверхглубокая скважина — самый масштабный секретный объект в СССР. В 1984 году на глубине более 12 километров были зафиксированы странные явления — после этих событий объект был законсервирован. Небольшая исследовательская группа учёных и военнослужащих спецназа вместе со специалистом-эпидемиологом отправляется под землю, чтобы узнать, какую тайну скрывает глубочайшая скважина в мире. То, что они обнаружили, представляет величайшую угрозу человечеству. Неизвестное существо захватило тела людей и теперь может выбраться на поверхность. Специалисты попытаются это предотвратить.

## В ролях
| Актёр            | Роль                                                              |
| ---------------- | ----------------------------------------------------------------- |
| Милена Радулович | Анна Фёдорова, профессор-эпидемиолог                              |
| Никита Дювбанов  | Николай, инженер                                                  |
| Кирилл Ковбас    | Пётр Кузнецов, заместитель начальника станции                     |
| Вадим Демчог     | Дмитрий Михайлович Григорьев, начальник исследовательской станции |
| Сергей Иванюк    | Сергей Михеев, майор                                              |
| Николай Ковбас   | Юрий Борисович Морозов, полковник ГРУ                             |
| Илья Ильиных     | сержант                                                           |
| Виктор Низовой   | Батя, прапорщик                                                   |
| Артём Цуканов    | Егоров                                                            |
| Евгений Черкашин | снайпер                                                           |
| Альбина Чайкина  | Кира Витальевна, врач                                             |
| Даша Шагал       | Ольга Крылова                                                     |

## Художественные особенности
В качестве источников для вдохновения создатели использовали такие фильмы, как «Нечто», «Чужой», «Сквозь горизонт», а также серии игр Dead Space и The Last of Us в дизайне монстров и в объяснении их происхождения. Легенда о «Колодце в ад» уже была ранее экранизирована в американском фильме ужасов «Ужас на глубине 9 миль» и в короткометражном фильме Нила Бломкампа «Зигота». 
Для нас, фанатов ужасов, жанровое кино — чистое наслаждение: полюбоваться на монстра, пережить саспенс, испугаться, в конце концов. Мне показалось, что фильм слишком часто сдерживает себя.
— Я считаю, что там есть несколько классных сцен: схватка в лаборатории, пещере или когда я ползу под монстром. Будь моя воля, я бы добавила ещё больше. Сергей Торчилин, продюсер фильма, настаивал, чтобы меня в кадре показали обгоревшей. Хотя были споры, правильно ли это. Я считаю, что надо во всём идти до конца. Когда меня спросили, готова ли я каждый день накладывать грим по полтора часа, то сразу согласилась.
Из интервью с Миленой Радулович

## Финансирование
Съёмки фильма вела компания ООО «ТриоФильм», получившая как безвозвратное финансирование российского совета «Фонда кино», так и кредит по итогам проведения в 2019 году второго конкурса проектов в категории производства национальных фильмов в числе прочих 20 проектов организаций, не входящих в число кинокомпаний-лидеров отечественного кинопроизводства. Проект прошёл оценку сценарной рабочей группы, а также очную защиту на экспертном совете «Фонда кино» 19 ноября 2019 года. Предыдущий проект студии, «Домовой», получил из «Фонда кино» безвозвратно 35 млн рублей, что составило 34 % бюджета картины. На «Кольскую сверхглубокую» «Фонд кино» выделил субсидию в размере уже 50 000 000 рублей и возвратное финансирование в 25 000 000.

## Съёмки
Натурные съёмки фильма проводились на берегу Баренцева моря около посёлка Териберка, а также в Мурманской области на руднике в городе Заполярный (при этом сам рудник не прекращал свою работу). Однако в финальную версию натурные съёмки практически не вошли. 
Каждое утро нас забирали несколько КАМАЗов, которые отвозили всю съёмочную группу под землю. Мы разместились на одном из первых уровней ниже земли, а работы продолжались на глубине вплоть 1000 метров, — продюсер Александр Калушкин
Создатели фильма привезли из Москвы «лифт», который использовали на съёмках как декорацию: 
Мы добивались того, чтобы у зрителей создалось полное ощущение, что с улицы можно попасть в наклонную шахту, по ней проехать на машине и, пересев в лифт, спуститься в подземелье на глубину 5000 метров, — художник-постановщик Марсель Калмагамбетов
Также, съемки проходили в павильоне площадью 1200 квадратных метров, на территории которого возвели «подземную часть» объекта «Кольская сверхглубокая». Авторы побывали и на реальной скважине, собирая информацию для создания сценария.
Для исполнения своей роли сербская актриса Милена Радулович выучила русский язык.

## Выпуск
Тизер-трейлер фильма был опубликован в сети 22 июня. 2 октября 2020 года был представлен полный трейлер к фильму.
Премьера фильма состоялась на Международном кинофестивале в Сиджесе 18 октября 2020 года. В российский прокат фильм вышел 4 ноября. Показ в кинозалах осуществляет «Вольгафильм» до 4 мая 2021 года. Также подписаны соглашения о выпуске картины в США, Великобритании, Германии, Италии, Японии, Южной Корее и ряде других стран. Кассовые сборы в России и СНГ составили 42 381 371 рублей или 541 615 долларов.

## Критика
Фильм получил смешанные отзывы в российской прессе, средняя оценка на агрегаторе «Критиканство» — 61 балл на базе 21 рецензии. На сайте Rotten Tomatoes рейтинг составляет 29 % с учётом 14 критических обзоров.
Film.ru поставил оценку 7 из 10 баллов и назвал «Кольскую сверхглубокую» «глупым и эффектным хоррором, основанным на жуткой городской легенде о колодце в ад». Среди влияний перечислены «Нечто», «Реаниматор», «Дагон», The Last of Us. Тенденция демифологизации СССР в кино начала развиваться с выходом «Первых на Луне», далее касаясь драматичной ностальгии («Фарца») или тяжёлой жизни в тоталитарном Союзе. Промежуточная форма нашла отражение в фильмах ужасов, совмещающих страх коммунистического опыта и восхищение эстетикой времени. Сначала — в «Спутнике», где отечественные космонавты и учёные боролись не столько с инопланетным чудовищем, сколько с разочарованностью в системе. Протагонисты носят ту же ретро-одежду и сражаются с метафизическими страхами в образе таинственной вирусной угрозы. Очевидно, что для российского жанрового кино стала определяющей эпоха VHS с дешёвыми фильмами и авторским переводом. Вместо романтических персонажей здесь присутствуют герои с одной характеристикой. «Кольская сверхглубокая» также сделана на экспорт. Картина вслед за «Спутником» имеет шансы на зрительское признание больше за рубежом (видео по запросу), чем на родине. В итоге, «Кольская сверхглубокая» является амбициозным фильмом категории B, эксплуатирующим популярные штампы, проигрывая работам Абраменко и Городецкой.
Искусствовед Виталий Познин назвал фильм ярким примером неумения придумать и рассказать историю и отметил банальный и предсказуемый сюжет с использованием примитивных изобразительных и звуковых эффектов.